# Sankt Lorenzi

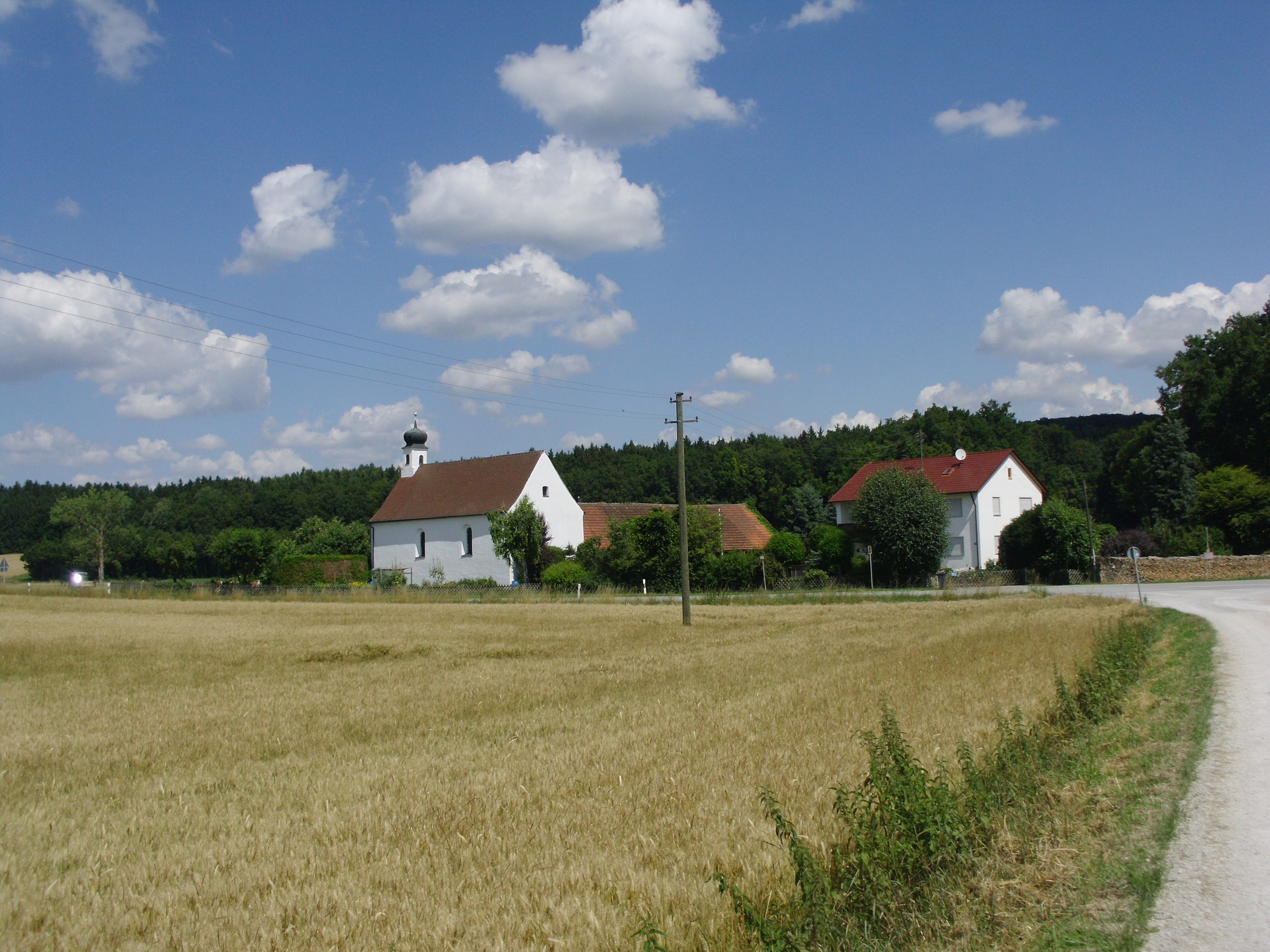
Sankt Lorenzi

Sankt Lorenzi ist ein Ortsteil der Gemeinde Oberdolling im Landkreis Eichstätt im Regierungsbezirk Oberbayern des Freistaates Bayern.

## Lage
Der Weiler liegt in der Südlichen Frankenalb am südlichen Rand des Köschinger Forstes nordwestlich des Gemeindesitzes Oberdolling an der Kreisstraße EI 34. Mit einer Quelle bei St. Lorenzi beginnt der kleine Kelsbach, der der Donau zufließt.

## Ortsnamendeutung
Die ursprüngliche Ortsbezeichnung „Appersdorf“ wird wohl „Dorf des Abtes (von St. Emmeram in Regensburg?)“ bedeuten. Die heutige Bezeichnung stammt von der im Weiler stehenden Filialkirche St. Lorenz der Pfarrei Theißing.  Die Umbenennung erfolgte wohl wegen der Verwechslungsmöglichkeit mit dem niederbayerischen Appersdorf, seit 1972 Ortsteil der Gemeinde Ratzenhofen, heute Elsendorf.

## Geschichte
Appersdorf ist erstmals am 10. Februar 1385 urkundlich erwähnt, als der Ortsadelige Petz von Tolling (= Oberdolling) sein „sedl und behawsung zu Tolling und Appersdorf“ an den Ingolstädter Bürger Seifried den Meilinger veräußerte. 1403 gehörten laut einem Urbar die zwei Huben zu Appersdorf dem Kloster Münchsmünster. Die zwei Höfe zu Appersdorf kamen dann zu der erstmals 1442 erwähnten Hofmark Oberdolling, deren Besitzer öfters wechselte, bis sie im Dreißigjährigen Krieg als regionaler Herrschaftsbereich an Bedeutung verlor.
Im neuen Königreich Bayern (1806) war die Ruralgemeinde Oberdolling mit dem Ort Oberdolling, mit Appersdorf und Weißendorf deckungsgleich mit dem Steuerdistrikt Oberdolling im Landgericht Ingolstadt. Bei der Trennung von Justiz und Verwaltung wurde der Ort zum 1. Juli 1862 dem Bezirksamt Ingolstadt, ab 1939 umbenannt Landkreis Ingolstadt, zugeordnet. In einem Topographisch-statistischen Handbuch von Bayern heißt es 1868: „Lorenz, St., E[inöde], k[atholische] Pf[arrei] Theissing, 14 Einw., 5 Geb., 1 Kirche, Schloß.“ 1871 bestand „Sct. Lorenz“ aus fünf Gebäuden, neun Einwohnern und sieben Stück Rindvieh. 1880 änderte sich die kirchliche Zugehörigkeit, St. Lorenzi wurde nach Oberdolling eingepfarrt. 1900 gab es in St. Lorenzi zwei Wohngebäude und zehn Einwohner. 1961 wohnten elf Personen in den drei Wohngebäuden von „Sankt Lorenzi“.
Als im Zuge der Gebietsreform in Bayern 1972 der Landkreis Ingolstadt aufgelöst wurde, kam Oberdolling mit seinen Gemeindeteilen zum nunmehr oberbayerischen Landkreis Eichstätt. 1983 bildeten den Weiler St. Lorenzi drei Bauernhöfe, in denen zehn Personen wohnten.

### Kapelle St. Lorenzi
In einer Landkarte von 1568 ist St. Lorenzi als Name der Kirche verbürgt; sie stammte aus der Romanik und war vermutlich eine Wallfahrtsstätte zum hl. Laurentius. Die heutige Kapelle, ein Saalbau von geringerem Ausmaß als der Vorgängerbau und mit gekuppeltem Dachreiter im Westen, wurde 1796 erbaut. Sie enthält einen zweisäuligen Barockaltar. 1982 wurde die 1943 vom NS-Staat eingezogene Glocke ersetzt. Heute gehört die Kapelle zur Pfarreiengemeinschaft Lobsing-Pförring-Oberdolling des Bistums Regensburg.
Siehe auch Liste der Baudenkmäler in Oberdolling#Sankt Lorenzi